# Ponometia costalis
Ponometia costalis là một loài bướm đêm trong họ Noctuidae.